# 1993 BP13
1993 BP13 är en asteroid i huvudbältet som upptäcktes den 22 januari 1993 av de båda japanska astronomerna Seiji Ueda och Hiroshi Kaneda i Kushiro.
Asteroiden har en diameter på ungefär 8 kilometer och den tillhör asteroidgruppen Eunomia.